# Batterio solforiduttore

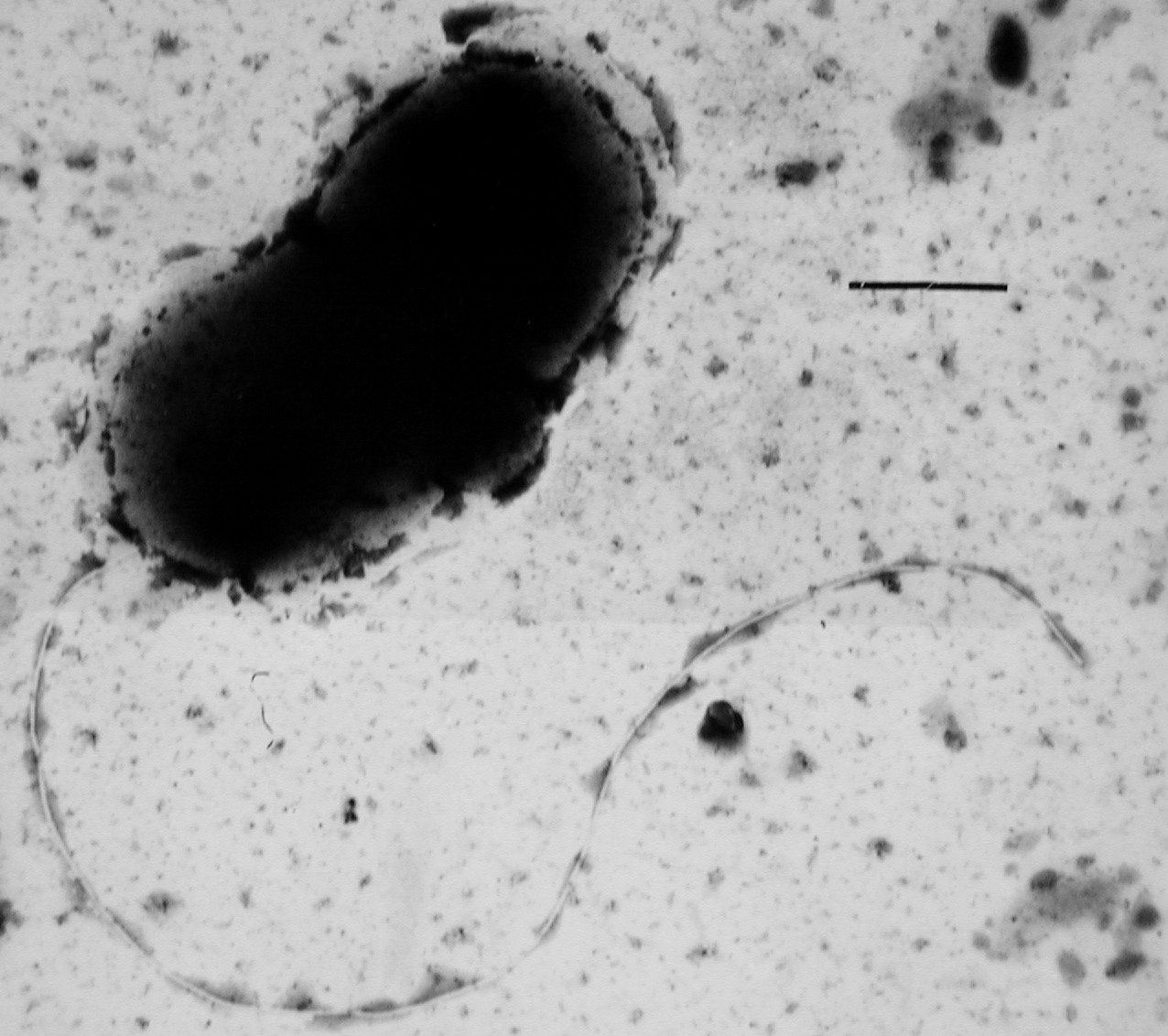
Desulfovibrio vulgaris

I batteri solforiduttori o solfobatteri sono batteri anaerobi stretti, capaci di compiere la respirazione anaerobica utilizzando come accettori di elettroni numerosi composti ossidati dello zolfo riducendoli parzialmente ad H2S.
Sono microrganismi sessili, facoltativamente autotrofi, anaerobi con possibilità di svilupparsi anche in ambiente aerobico ma localmente anaerobico.
I solfobatteri sono per eccellenza causa di corrosione microbiologica.

## Habitat
Sono dei batteri che colonizzano biotipi contenenti alte concentrazioni di solfati come le acque e terreni solfatici.

## Ruolo nel processo di biocorrosione
I batteri solfato riduttori, quali il Desulfovibrio e il Desulfomaculum sono tra i più pericolosi nel campo della biocorrosione dell'acciaio.

Infatti riducendo i solfati a solfuri innescano la corrosione di manufatti metallici sommersi o interrati.

Tali microrganismi si trovano praticamente in tutti gli ambienti anaerobi contenenti solfati anche in piccole quantità.

Altre famiglie di batteri che inducono la biocorrosione sono: 
- i ferrobatteri: capaci di ossidare il ferro ed il manganese (Gallionella, Siderocapsa, Speaerotilus);
- i solfo ossidanti: capaci di ossidare il ferro, lo zolfo e i solfuri a solfati (Thiobacillus thiooxydans, Thiobacillus ferroxidians).

I ferrobatteri ricavano l'energia dall'ossidazione aerobica del ferro dallo stato ferroso (Fe2+) allo stato ferrico (Fe3+). 

### Meccanismo di corrosione dei manufatti interrati

Meccanismo di corrosione del ferro a seguito di azione di batteri tipo desulfovibrio

Meccanismo di corrosione del ferro a seguito di azione di batteri tipo desulfovibro

Una sola fra le svariate specie di microrganismi viventi nel terreno ha influenza sulla corrosione dei materiali ferrosi interrati, si tratta della famiglia costituita dai batteri solfato riduttori (gruppo Desulfovibro) anaerobi facoltativi che, pur sopportando la presenza di ossigeno libero in deboli concentrazioni, vive e si sviluppa solo in ambienti anaerobici (o debolmente aerati) in cui sono disciolti sali solforici.
Il meccanismo di corrosione dei batteri solfato riduttori, piuttosto complesso e non ancora del tutto chiarito, venne teorizzato per la prima volta da von Wolzogen e van der Vlungt nel 1943. Secondo questa teoria i batteri utilizzano, per la riduzione del solfato in solfuro, l'idrogeno prodotto al catodo attraverso l'enzima idrogenase.
Il meccanismo avviene secondo la seguente reazioni:
- 4Fe → 4Fe2+ + 8 e- (anodo)
- 8H+ + 8 e- → 8H (catodo)
- SO42- +4H2 → S2- +4H2O (azione batterica)
- Fe2+ + S2- → FeS (anodo)
- 3Fe2+ + 6OH- → 3Fe(OH)2 (anodo).

La teoria moderna prende in considerazione altri possibili meccanismi, in cui i fattori che controllano il processo di corrosione batterica sembrano essere:
- l'utilizzazione dell'idrogeno sia da parte dei batteri solfato riduttori (per ridurre i solfati in solfuri) sia da parte di altri batteri non solfato riducenti;
- la depolarizzazione catodica per precipitazione del solfuro ferroso (FeS);
- la stimolazione anodica da parte dello ione solfuro;
- la prevenzione della formazione di film di solfuro protettivi in presenza di un eccesso di ioni ferrosi;
- la formazione di celle locali di concentrazione.